# Agrodiaetus elbursica
Agrodiaetus elbursica är en fjärilsart som beskrevs av Forster 1956. Agrodiaetus elbursica ingår i släktet Agrodiaetus och familjen juvelvingar. Inga underarter finns listade i Catalogue of Life.